# نیم‌منقاردندانی‌ها
نیم‌منقاردندانی‌ها (نام علمی: Hemirhamphodon) نام یک سرده از تیره نیم‌منقارماهی‌های زنده‌زا است.